# José Ferreira Borges
José Ferreira Borges (Porto, Vitória, 8 de junho de 1786 – Porto, Lapa, 14 de novembro de 1838) foi um jurisconsulto, economista e político português.

## Biografia
Filho de José Ferreira Borges (Porto, Santo Ildefonso, 1750 - ?) e de sua mulher Ana Margarida de Jesus dos Santos (1755 - ?), neto paterno de António Ferreira Borges (Baião, Ancede, Santo André, 1705 - ?) e de sua mulher Teresa Diniz de Carvalho (Porto, Santo Ildefonso, 25 de Junho de 1721 - ?) e neto materno de João dos Santos Teixeira (Lamego, 1720 - ?) e de sua mulher Catarina Josefa Rosa da Cruz (Penafiel, Rio de Moinhos, São Cosme - ?).
Formado em Cânones pela Universidade de Coimbra, que entre outras funções, foi secretário da Companhia dos Vinhos do Alto Douro, membro da Junta Provisional do Governo Supremo do Reino de 1820, advogado na cidade do Porto e deputado às Cortes Constituintes de 1821. Pertenceu ao Sinédrio do Porto. Foi o principal autor do primeiro código comercial português, o Código Comercial Português de 1833, que ficou justamente conhecido pelo Código Ferreira Borges, a vigência do qual se prolongou por sessenta anos. Exerceu também o cargo de juiz do Tribunal de Comércio de Lisboa. Foi autor de numerosas obras sobre temas económico-financeiros e políticos, entre as quais Princípios de Sintetologia (1831), Instituições de Economia Política (1834), Instituições de Direito Cambial (1844) e Do Banco de Lisboa (1827). Esteve emigrado em Londres de 1823 a 1827 e foi membro ativo da maçonaria.
Morreu a 14 de novembro de 1838, tendo sido sepultado no Cemitério da Lapa, no Porto. A sua irmã casou com um irmão do 1.° visconde de Castro e 1.° conde de Castro, do qual teve o 1.° visconde de Borges de Castro.

## Obras publicadas

Synopsis juridica do contracto, 1830 (Milão, Fundação Mansutti).

- Dicionário Jurídico-Comercial, Porto, 1856.
- Direito Cambial Português e Letras de Câmbio, Edições Conhecimentos Úteis, Lisboa, 1844.
- Observações sobre um Opúsculo Intitulado 'Parecer de Dois Conselheiros da Coroa Constitucional sobre os Meios de Restaurar o Governo Representativo em Portugal' , Bingham, Londres, 1832.
- Revista Crítica da Segunda Edição do Opúsculo: 'Parecer de Dois Conselheiros da Coroa Constitucional sobre os Meios de se Restaurar o Governo Representativo em Portugal' , R. Greenlaw, Londres, 1832.
- Representação do Conselheiro de Estado Honorário José Ferreira Borges, Lisboa, 1836.
- Memória em Refutação do Relatório e Decretos do Ministro das Justiças, o Reverendo António Manuel Lopes Vieira de Castro, na Parte Relativa a Administração Comercial pelo Autor de Código, Lisboa, 1837.
- Exame Crítico do Valor Político das Expressões Soberania do Povo, e Soberania das Cortes: E Outro sim das Bases da Organização do Poder Legislativo no Sistema Representativo, e da Sanção do Rei, Tipografia Transmontana, Lisboa, 1837.
- Defesa da Legislação Contida nos Artigos 115 e 116 do Código do Processo Comercial Português, ou Demonstração do que é Hoje o Recurso de Revista segundo as Categorias do Poder Judicial marcadas na Carta Constitucional da Monarquia Portuguesa, Galhardo e Irmãos, Lisboa, 1836.
- Das fontes, Especialidade, e Excelência da Administração Comercial segundo o Código Comercial Português, Lisboa, 1844.
- Princípios de Sintetologia, Londres, 1831;
- Instituições de Economia Política, Lisboa, 1834;
- Instituições de Direito Cambial, Lisboa, 1844;
- Do Banco de Lisboa, Porto, 1827;
- Instituições de Medicina Forense, Paris, 1832;
- Cartilha do Cidadão Constitucional, dedicada à Mocidade Portuguesa, Londres, 1832.